# Пам'ятник Тарасові Шевченку (Львів)
Пам'ятник Тара́су Шевче́нку у Львові — пам'ятник українському поетові, що було відкрито на проспекті Свободи в центрі міста. Ліворуч фігури поета стоїть «Хвиля національного відродження» — 12-метрова символічна стела з фігурними барельєфами. Висота постаті становить 4,45 м. Пам'ятник відкрито 24 серпня 1992 року. Усі роботи щодо спорудження завершено в 1996 році.
Років зі сто тому, за часів Австро-Угорщини, громадськість міста Львова вперше намагалася спорудити пам'ятник Т. Г. Шевченку, проте міські можновладці не дали дозволу. Радянська влада, хоч і визнавала Шевченка генієм та борцем за соціальні права, замовчувала його значення як духовного лідера української нації.
Наприкінці 80-х років XX ст. розпочався новий збір грошей на пам'ятник Кобзареві у Львові: під тиском громадськості уряд УРСР 22 червня 1987 прийняв постанову про встановлення пам'ятника. Міська влада спочатку була проти реконструкції площі й встановлення пам'ятника на центральному проспекті — та львівський поет Богдан Стельмах закликав львів'ян приносити сюди квіти, що й остаточно закріпило місце для монументу.
Обласний конкурс 1988 і республіканський 1989 не визначили жодного проекту-переможця. Однак громадськість вимагала якнайшвидшого встановлення пам'ятника. Було ухвалене рішення про використання проекту скульпторів Володимира й Андрія Сухорських й архітекторів Юрія Диби та Юрія Хромея. У створенні «Хвилі Народного Відродження» брали участь не лише вітчизняні майстри, а також фахівці з Канади.
Зібраних коштів не вистачало, тому українці з діаспори долучилися до проекту. Василь Іваницький організував збір коштів та виготовлення фігури поета в Аргентині. Відлиту скульптуру доставили кораблем до Гамбурга, а звідти перевезли до Львова.
Пам'ятник освятили владики Православної, Греко-Католицької, Вірменської та Римо-Католицької церков. Урочисте відкриття відбулося у першу річницю незалежності України 24 серпня 1992 року, на річницю прийняття декларації незалежності України.

## Значення символів «Хвилі…»
Доповненням до монумента Шевченка стала 12-метрова бронзова стела «Хвиля Народного Відродження». Після її спорудження загальна скульптурна композиція набула довершеного вигляду: Фігурні рельєфи на ній символічно зображують історію України від часів Київської Русі до початку XX ст. на передній стороні та історію України XX ст. — на зворотньому боці.

### Передня сторона пам'ятки
На стелі зображені фігури не тільки реальних історичних особистостей, а й героїв творів Тараса Григоровича Шевченка: внизу посередині сліпий кобзар Перебендя і хлопчина поводир перед ним, справа від кобзаря міцно притискає до себе дитину героїня поеми «Катерина», а зліва — страшна сцена страти колесуванням козака з поеми «Гайдамаки».
Зліва вгорі зображені традиційні завойовники України в різні часи: турецький султан з кривою шаблею, польський король в короні з буллою в руках, російський царський офіцер і католицький монах. Справа — захисники українського народу: сцена посвяти в козаки, де молодому воїнові передається козацька шабля, а мати благословляє його іконою, вище — молода дівчина проводжає козака на Січ.
Велична фігура — Петро Сагайдачний — на коні з гетьманською булавою в руках, що посередині «Хвилі», закликає на бій за Україну як козаків (зліва), які запекло воюють з турецькими військами, так і діячів держави, церкви та культури, скульптурні портрети яких охоплюють фігуру Оранти. Серед них ми пізнаємо інших гетьманів: Іван Мазепа — з прапором в руках, Богдан Хмельницький — з булавою, православний священик, княгиня Ольга, Ярослав Мудрий, Володимир Великий — хрестителя України, Роксолана, інших державних діячів та полководців. Справа — філософ Григорій Сковорода, з книгою в руках, письменник Маркіян Шашкевич, Яків Головацький, Іван Котляревський, а за ними — ціла низка культурних діячів, які плекали українську мову та примножували досягнення українського мистецтва, літератури, філософської думки.
Символічно, що над всією історичною ходою піднімається фігура — Матір Божа Оранта, яка благословляє всіх, хто приходить на цю площу вклонитися українському генієві та замислитися над важким шляхом України до власної незалежності. Прозорий німб над її головою, немов виростає з крил янголів з трубами, а про світлу надію у благословенне майбутнє України нагадують численні голівки янголів, які дивляться з неба на нас і на всіх, хто зображений на цій Хвилі.

### Зворотня сторона пам'ятки
Внизу справа зі зворотнього боку стели розташоване жорно з найтрагічнішими датами в історії України XX ст. (1918—1922 рр. — спроба створити незалежну Українську державу та Громадянська війна; 1932—1933 — Голодомор; 1941—1945 — Друга світова війна; 1986 — Чорнобильська катастрофа).
Страшна тріщина немов відриває великий шмат народу від суцільної хвилі української історії та майбутнього, нагадуючи про трагедію Голодомору. Вражають переплетені знівечені голодом тіла померлих та напівживих людей справа. Над ними в скорботі схилилася мати, яка притискає єдину живу дитину, очі її не по-дитячому сумні, а змучене голодом тіло свідчить про страшні муки.
Зліва внизу виростає стовбур, в глибині його коренів простежується обличчя тих, хто загинув за справедливість, стояв біля витоків національно-визвольного руху XX ст. Їх думки і самовідданість стали тими коренями, на яких виросло дерево незалежної держави. Їх діяльність стала тим ґрунтом, на якому укріпився хрест — символ духовності, що творить центр композиції. До 1991 року, року проголошення незалежності Української держави, Україну ділили між кількома державами, про це розповідають фігури завойовників, роздираючи символічну карту України справа, руйнацію церков символізують розбитий дзвін та опалені ікони зліва, масові репресії та заслання на Сибір — сім'я з дитиною вище справа, страшну трагедію Чорнобиля — величезний Дзвін сполоху.
Зверху зображені діячі культури та церкви: Михайло Драгоманов, Леся Українка, Іван Франко, Василь Стефаник, Ольга Кобилянська, Андрей Шептицький, вони доклали чимало зусиль до справи збереження української духовності та мрії про незалежність, незважаючи на страшні події в історії України XX ст. Над ними автори зобразили за ґратами скульптурні портрети українських дисидентів 60-70 рр. — Василь Стус, Василь Симоненко та інші, хто пройшов важким шляхом в'язнів і не зрадив мрію про незалежну українську державу.
Дитяча фігура символізує молоду державу Україну, поруч — дата проголошення її незалежності.
Пам'ятник Тарасу Шевченку в самому серці Львова, розташованому на проспекті Свободи, завжди оточений великою кількістю квітів. У будь-який час доби можна споглядати композицію пам'ятника, в темну пору вона освітлена ліхтарями.
Сьогодні площа біля пам'ятника є одним з найулюбленіших місць для зустрічей та проводження вільного часу серед львівської молоді.

## Світлини

Загальний вигляд
Пам'ятник "Хвиля національного відродження"
Зворотня сторона "Хвилі"
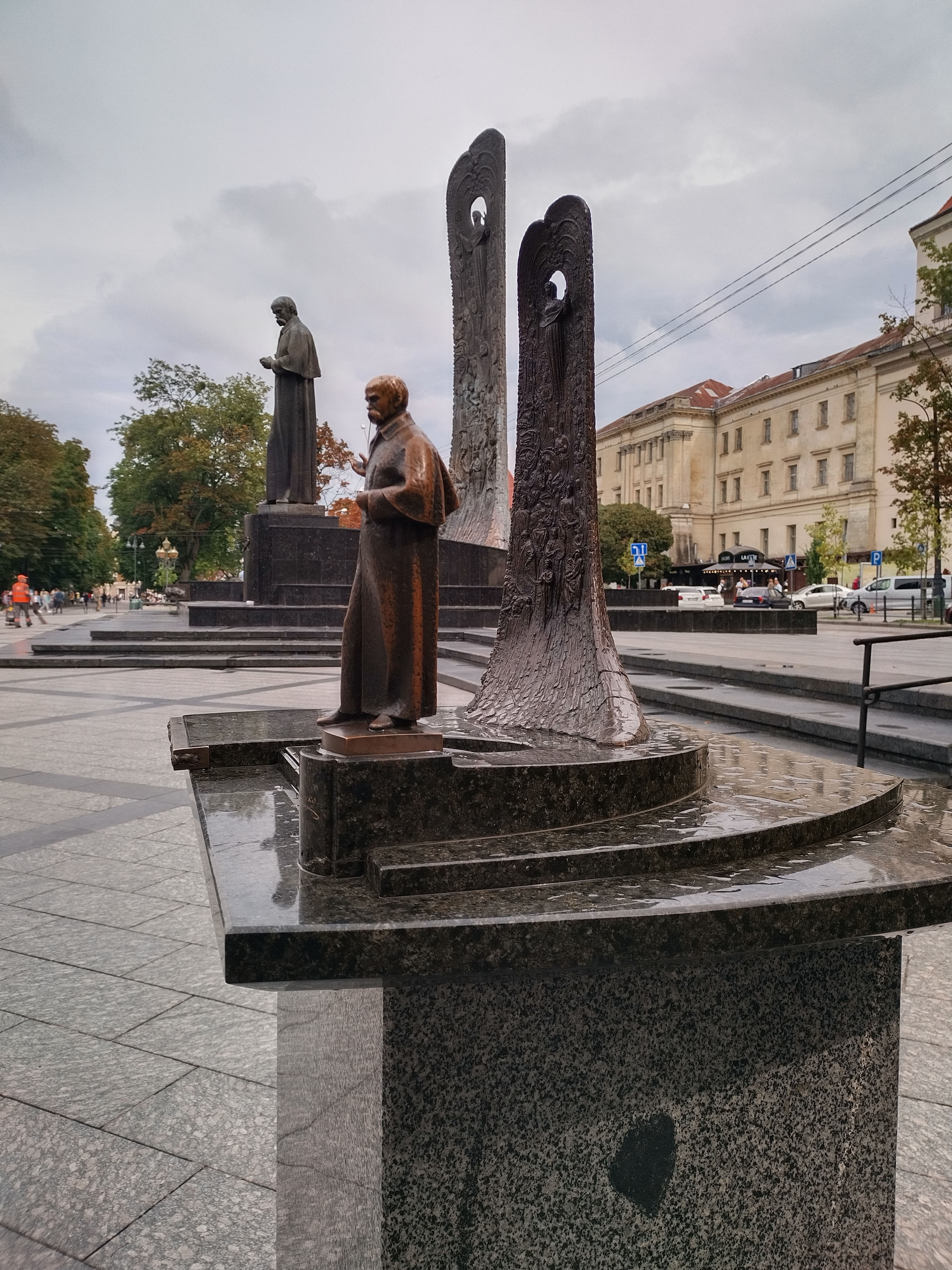
Монумент та його мініатюрна копія
Панорамний вигляд